# Operador de Laplace-Beltrami
En geometría diferencial, el operador de Laplace, en honor de Pierre-Simon Laplace, se puede generalizar para operar en las funciones definidas sobre superficies en el Espacio euclídeo y, más en general, en el Riemann y pseudo-riemanniana. Este operador más general se conoce con el nombre de Operador de Laplace-Beltrami, en honor de Laplace y de Eugenio Beltrami. Al igual que el operador Laplaciano, el operador de Laplace-Beltrami se define como la divergencia del gradiente, y es un operador lineal teniendo funciones en funciones. El operador puede extenderse a operar en los tensores como la divergencia de la derivada covariante. Alternativamente, el operador puede ser generalizado para operar en formas diferenciales utilizando la divergencia y derivada exterior. El operador resultante se llama el operador de Laplace-de Rham (el nombre de Georges de Rham ).

## Detalles
El operador de Laplace-Beltrami, como el Laplaciano, es la divergencia del gradiente :
{\displaystyle \Delta f=\operatorname {div} \operatorname {grad} f.}
Una fórmula explícita en coordenadas locales es posible.
Supongamos primero que M es una variedad de Riemann orientada. La orientación permite especificar una clara forma de volumen de M, dada en un sistema de coordenadas orientado xi por
{\displaystyle \mathrm {vol} _{n}:={\sqrt {|g|}}\;dx^{1}\wedge \ldots \wedge dx^{n}}
donde el dxi son las 1-formas que forman la base dual a los vectores de la base
{\displaystyle \partial _{i}:={\frac {\partial }{\partial x^{i}}}}
y {\displaystyle \wedge } es el producto exterior . Aquí |g| := |det(gij)| es el valor absoluto del determinante del tensor métrico g ij. La divergencia div X de un campo vectorial X en el colector se define entonces como la función escalar con la propiedad
{\displaystyle ({\mbox{div}}X)\;\mathrm {vol} _{n}:=L_{X}\mathrm {vol} _{n}}
donde LX es la derivada de Lie a lo largo del campo de vectores X. En coordenadas locales, se obtiene
{\displaystyle {\mbox{div}}X={\frac {1}{\sqrt {|g|}}}\partial _{i}\left({\sqrt {|g|}}X^{i}\right)}
donde la notación de Einstein está implícita, por lo que el índice i repetida se suma sobre. El gradiente de una función ƒ escalar es el vector del campo grad f que puede definirse a través del producto interno {\displaystyle \langle \cdot ,\cdot \rangle } en el colector, como
{\displaystyle \langle {\mbox{grad}}f(x),v_{x}\rangle =df(x)(v_{x})}
para todos los vectores v x anclados en el punto x en el espacio tangente T x H del colector en el punto x. Aquí, d ƒ es la derivada exterior de la función f, es una 1-forma toma argumento v x. En coordenadas locales, uno tiene
{\displaystyle \left({\mbox{grad}}f\right)^{i}=\partial ^{i}f=g^{ij}\partial _{j}f}
donde gij son los componentes de la inversa del tensor métrico, de modo que gijgjk = δik with δik con la delta de Kronecker.
La combinación de las definiciones de la pendiente y la divergencia, la fórmula para el operador de Laplace-Beltrami Δ aplica a una función ƒ escalar es, en coordenadas locales
{\displaystyle \Delta f=\operatorname {div} \;\operatorname {grad} f={\frac {1}{\sqrt {|g|}}}\partial _{i}\left({\sqrt {|g|}}g^{ij}\partial _{j}f\right).}
Si M no está orientada, entonces el cálculo anterior lleva a cabo exactamente y como se presentan, a excepción de que la forma del volumen debe ser sustituido por un elemento de volumen (una densidad en lugar de una forma). Ni el gradiente ni la divergencia en realidad dependen de la elección de la orientación, por lo que el operador de Laplace-Beltrami en sí no depende de esta estructura adicional.

## Formal self-adjointness
La derivada exterior d y −∇ son adjuntos formales, en el sentido de que para ƒ una función compatible de forma compacta
{\displaystyle \int _{M}df(X)\operatorname {vol} _{n}=-\int _{M}f\nabla \cdot X\operatorname {vol} _{n}}     (proof)
donde la última igualdad es una aplicación del teorema de Stokes. La dualización da
| {\displaystyle \int _{M}f\,\nabla ^{2}h\,\operatorname {vol} _{n}=-\int _{M}\langle df,dh\rangle \,\operatorname {vol} _{n}} | \| \| \| \| \| \| \| \| | (2) |
| |                         |     |
| |                         |     |

para todas las funciones soportadas de forma compacta ƒ y h.  Por el contrario, ( 2 ) caracteriza al operador de Laplace-Beltrami por completo, en el sentido de que es el único operador con esta propiedad.
Como consecuencia, el operador de Laplace-Beltrami es negativo y formalmente autoadjunto, lo que significa que para funciones soportadas de forma compacta ƒ y h,
{\displaystyle \int _{M}f\,\nabla ^{2}h\operatorname {vol} _{n}=-\int _{M}\langle df,dh\rangle \operatorname {vol} _{n}=\int _{M}h\,\nabla ^{2}f\operatorname {vol} _{n}.}
Debido a que el operador de Laplace-Beltrami, como se define de esta manera, es negativo en lugar de positivo, a menudo se define con el signo opuesto.